# Хендрик, Ганс

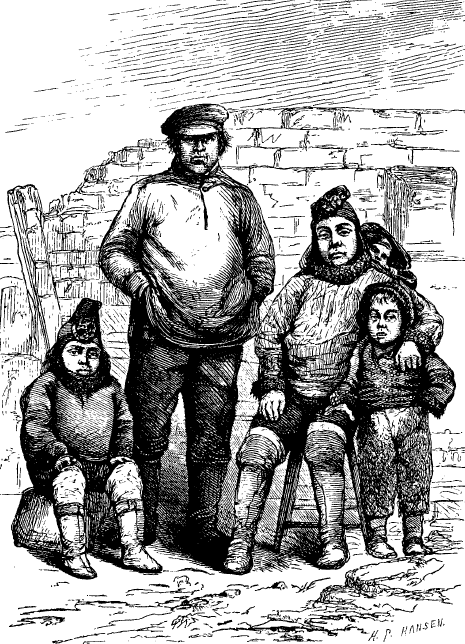
Ганс Хендрик с женой и детьми

Ганс Хендрик, известный также как Ганс Кристиан, родное имя Suersaq (1834 — 11 августа 1889) — датский исследователь Гренландии и переводчик.

## Биография
Хендрик был нанят американским исследователем Илайшей Кентом Кейном для Второй Гриннельской экспедиции (1853-55) с целью поиска исчезнувшей экспедиции Франклина. Его услуги оказались полезными зимой 1854 года, когда он помог отыскать четырёх человек, которые лежали, окоченевшие от мороза, примерно к северо-западу от судна, вмерзшего в лёд в заливе Ренсселира. Хендрик обнаружил след саней, который и привёл к терпящим бедствие.
Он помогал в общении с инуитами, а в феврале 1855 года, когда экспедиция начала страдать от голода и первых симптомов цинги, смог проследить и обнаружить раненного карибу. Благодаря именно Хенрику экспедиция была успешно завершена. За свои усилия Хендрик получил зарплату в виде двух баррелей муки и 52 фунтов (23,6 кг) солёной свинины.
После Гриннельской экспедиции Ганс вернулся в Кекертарсуатсиаат, на юго-западе Гренландии, где он женился.
Позже Хендрик работал в американских и британских экспедициях Исаака Израэля Хейеса и Джорджа Стронга Нэреса (с 1860 по 1878 годы).
В его честь назван остров Ганса.